# 미시시피 코스트 콜리시엄
미시시피 코스트 콜리시엄(Mississippi Coast Coliseum)는 미국 미시시피주 빌럭시에 위치한 실내 경기장이다. 과거 ECHL 미시시피 시 을브즈와 SPHL 미시시피 서지의 홈경기장으로 사용했다.